# Ruppertsklamm
Die Ruppertsklamm ist eine etwa 1,2 km lange Klamm entlang eines ursprünglich Michelsbach genannten rechten Zuflusses der Lahn auf dem Gebiet der Stadt Lahnstein. Sie liegt im Niederwesterwald und überwindet einen Höhenunterschied von etwa 235 m. Seit 1936 ist sie als Naturschutzgebiet ausgewiesen.

## Name
Ursprünglich hieß der Bach Michelsbach, die Klamm hatte keinen besonderen Namen. Wahrscheinlich aufgrund eines Missverständnisses bei der Recherche wurde erstmals auf dem 1901 erschienenen Kartenblatt Coblenz der Preußischen Neuaufnahme das Bachtal als Ruppertsthal verzeichnet.
Michelbach (ohne s) heißt heute ein anderer Bach einige hundert Meter weiter westlich, der mit der Ruppertsklamm nicht in Verbindung steht.

## Erschließung
Die Schlucht wurde zwischen 1910 und 1912 durch den Eisenbahntelegraphisten und Naturfreund Theodor Zais für Wanderer erschlossen, woran auf halbem Wege eine Gedenktafel erinnert. 
Der untere Eingang liegt an der B 260 nach Bad Ems auf Höhe der ehemaligen Hohenrheiner Hütte. Eine Parkbucht bietet Platz für einige wenige Fahrzeuge. Der Weg durch die Schlucht aufwärts führt als größtenteils unbefestigter Wanderweg immer dicht am Bach entlang, wobei er über neun Brücken und Stege sowie einige Furten mit Trittsteinen häufig die Seite wechselt. Im steilen Mittelteil finden sich in den Fels gehauene Stufen, hier ist der Weg mit Stahlseilen gesichert. 
Das obere Ende ist in 30 bis 45 Gehminuten zu erreichen. Dort steht eine große unbewirtschaftete Schutzhütte, die Sitzgelegenheit für etwa 50 Personen und einen offenen Kamin bietet. Selbstversorger können hier grillen oder ein Feuer entfachen. An der Schutzhütte treffen sich weitere Wanderwege zum Allerheiligenberg, zum Lichterkopf oder nach Fachbach. 
Mit dem Rheinsteig und dem Lahnwanderweg verlaufen zwei Fernwanderwege durch die Ruppertsklamm.

## Weitere Schutzgebiete
Das von artenreichem Laubwald geprägte Naturschutzgebiet ist in zwei deutlich größere Schutzgebiete einbezogen: Die NSG-Fläche liegt zusätzlich im Europäischen Vogelschutzgebiet Lahnhänge (Kennung DE-5611-401) und im FFH-Gebiet Lahnhänge (DE-5613-301). Dadurch gehört die Ruppertsklamm – ebenso wie umgebende Waldbereiche – zum europäischen Schutzgebietsnetz Natura 2000.
Die Region und damit die Ruppertsklamm ist Teil des UNESCO-Welterbes Oberes Mittelrheintal.

## Bilder

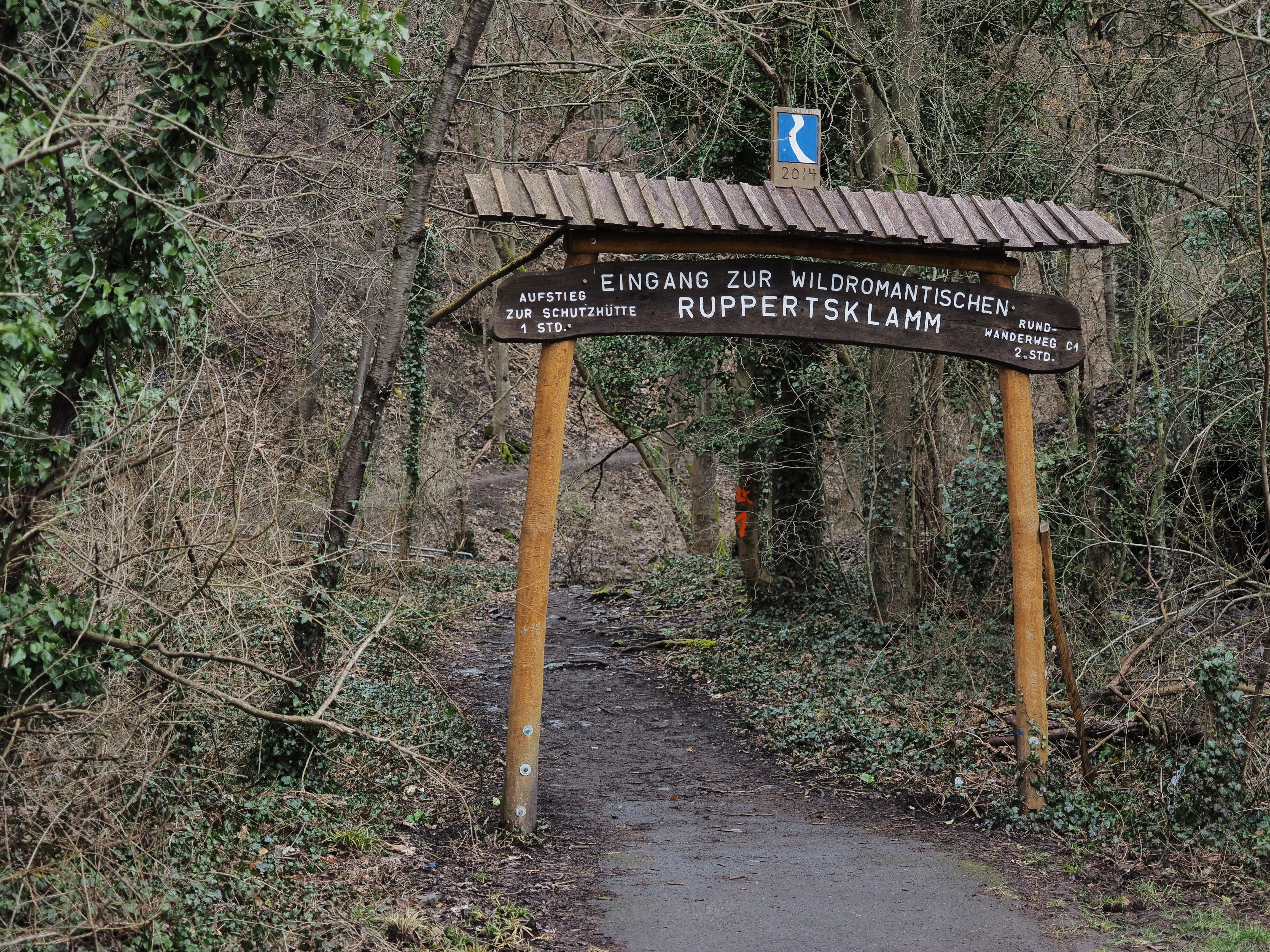
Unterer Eingang
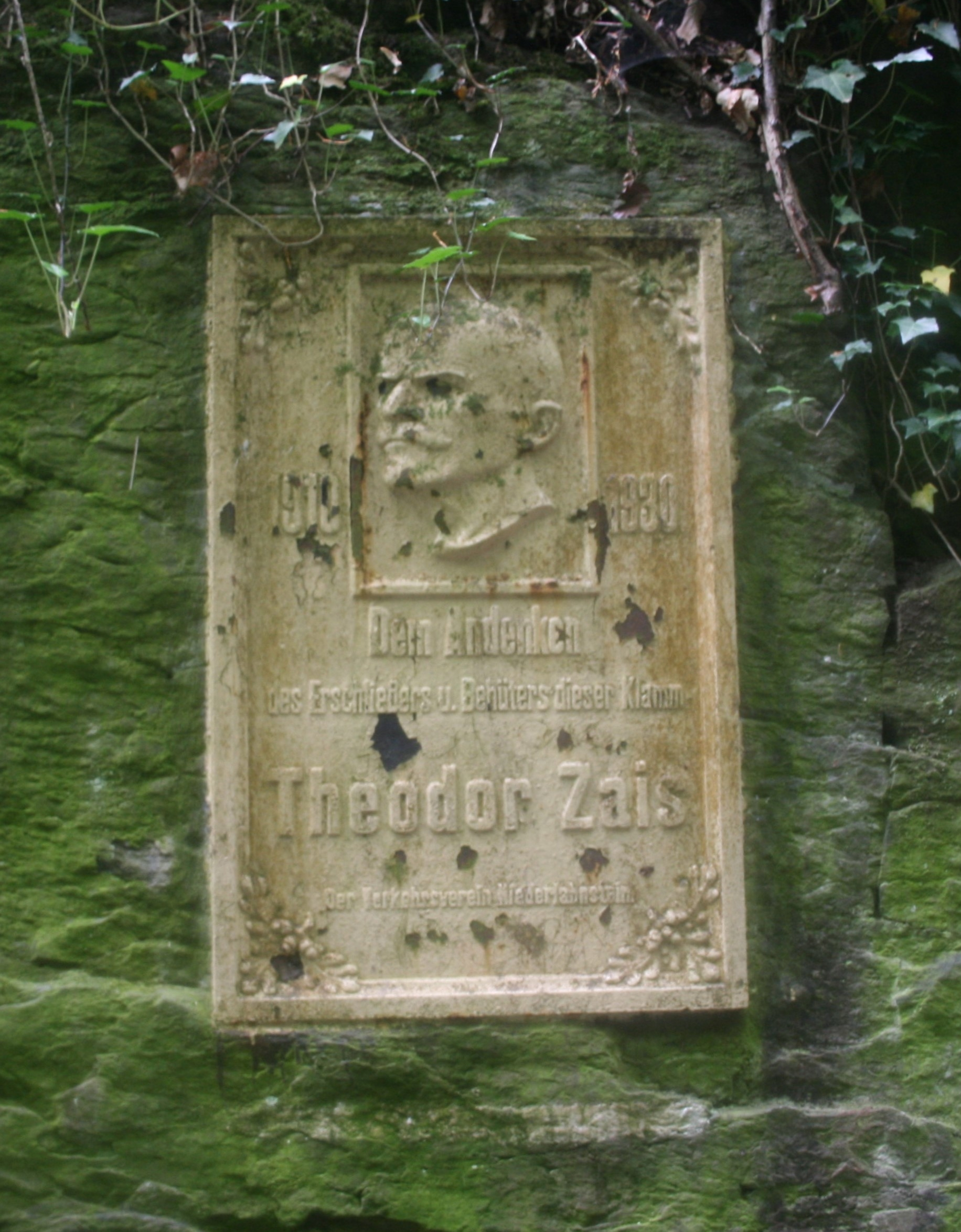
Gedenktafel an Theodor Zais
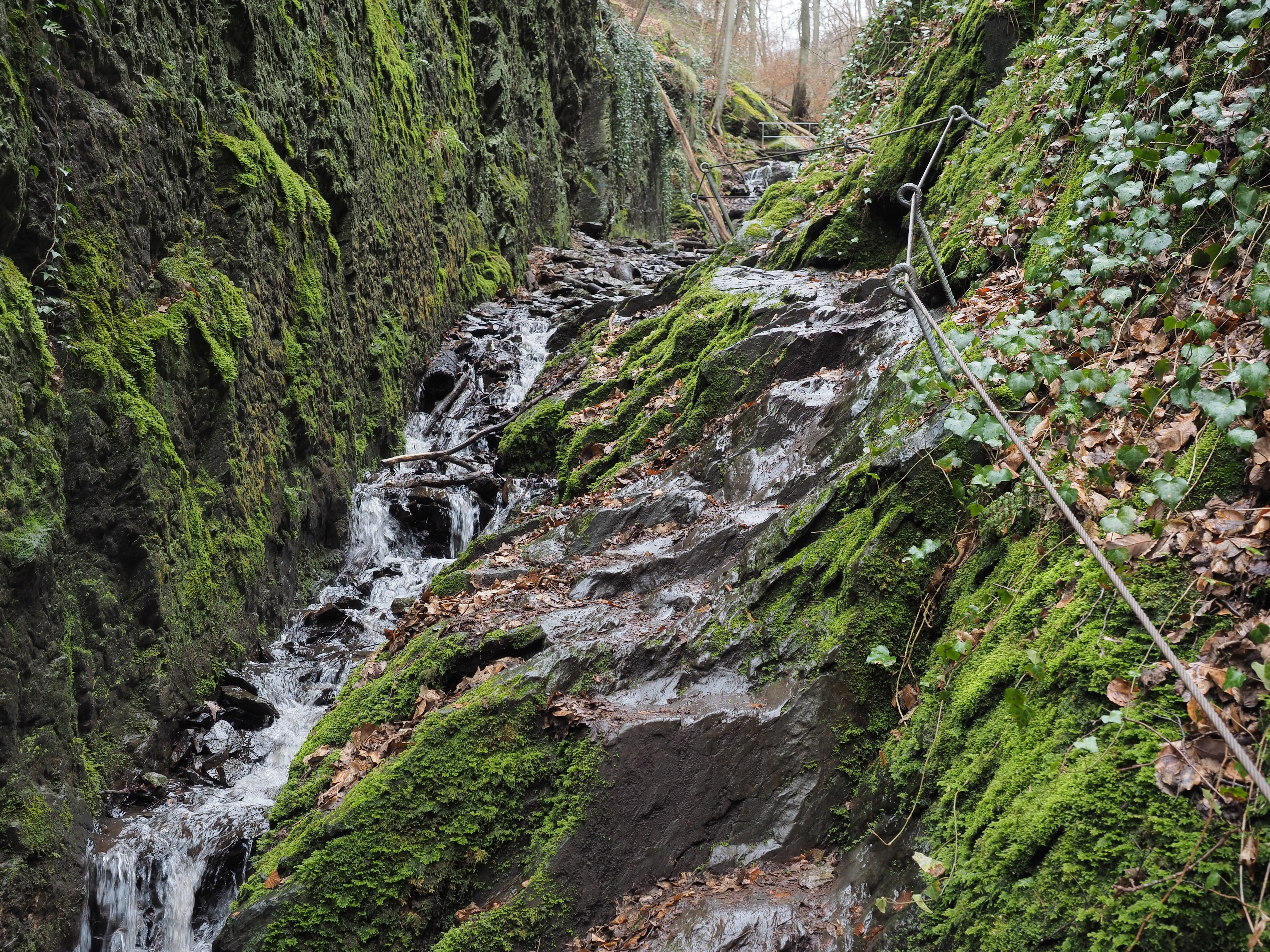
Felsenweg mit Seilsicherung im Mittelteil
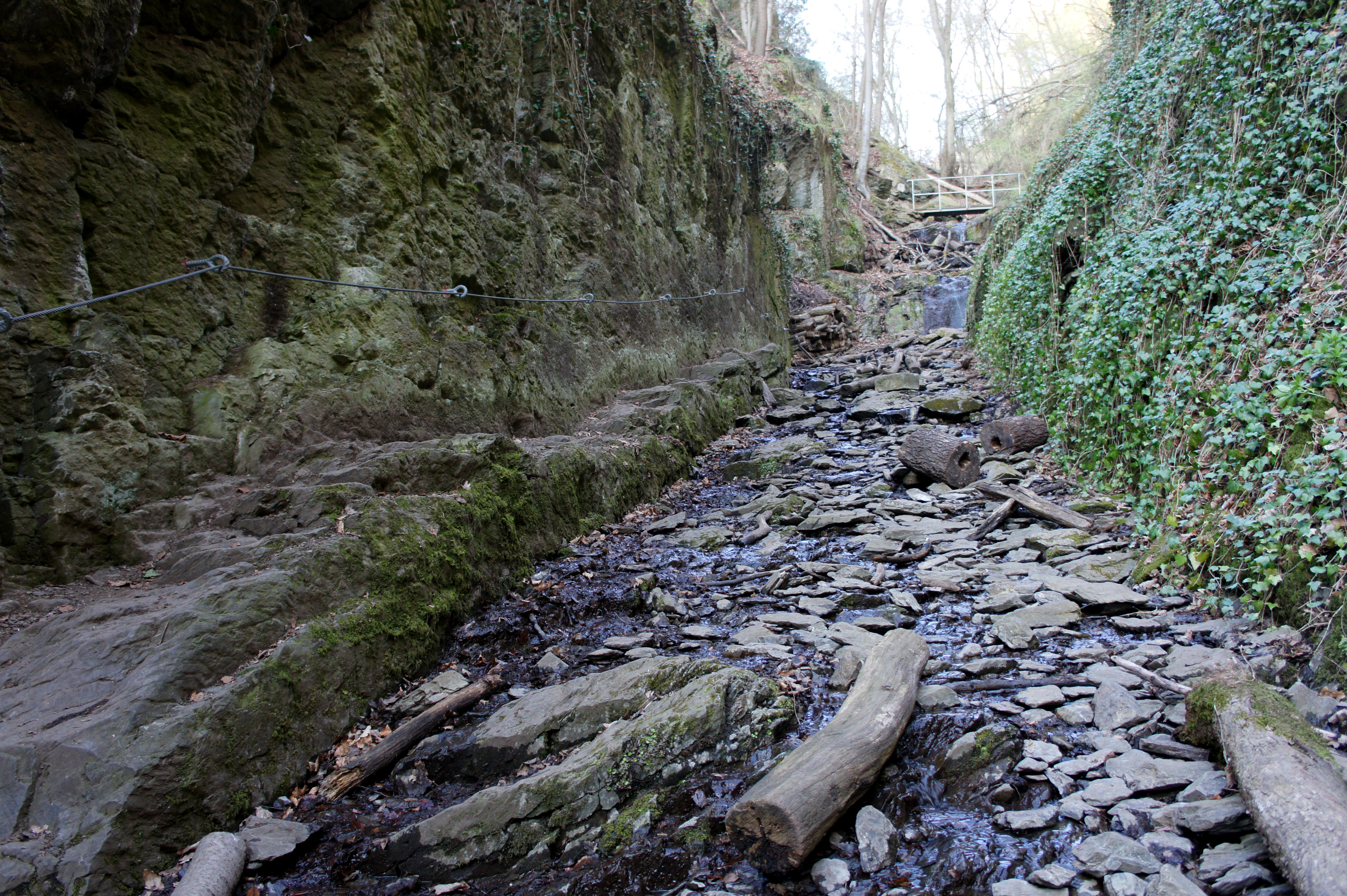
Bachbett in der Schlucht
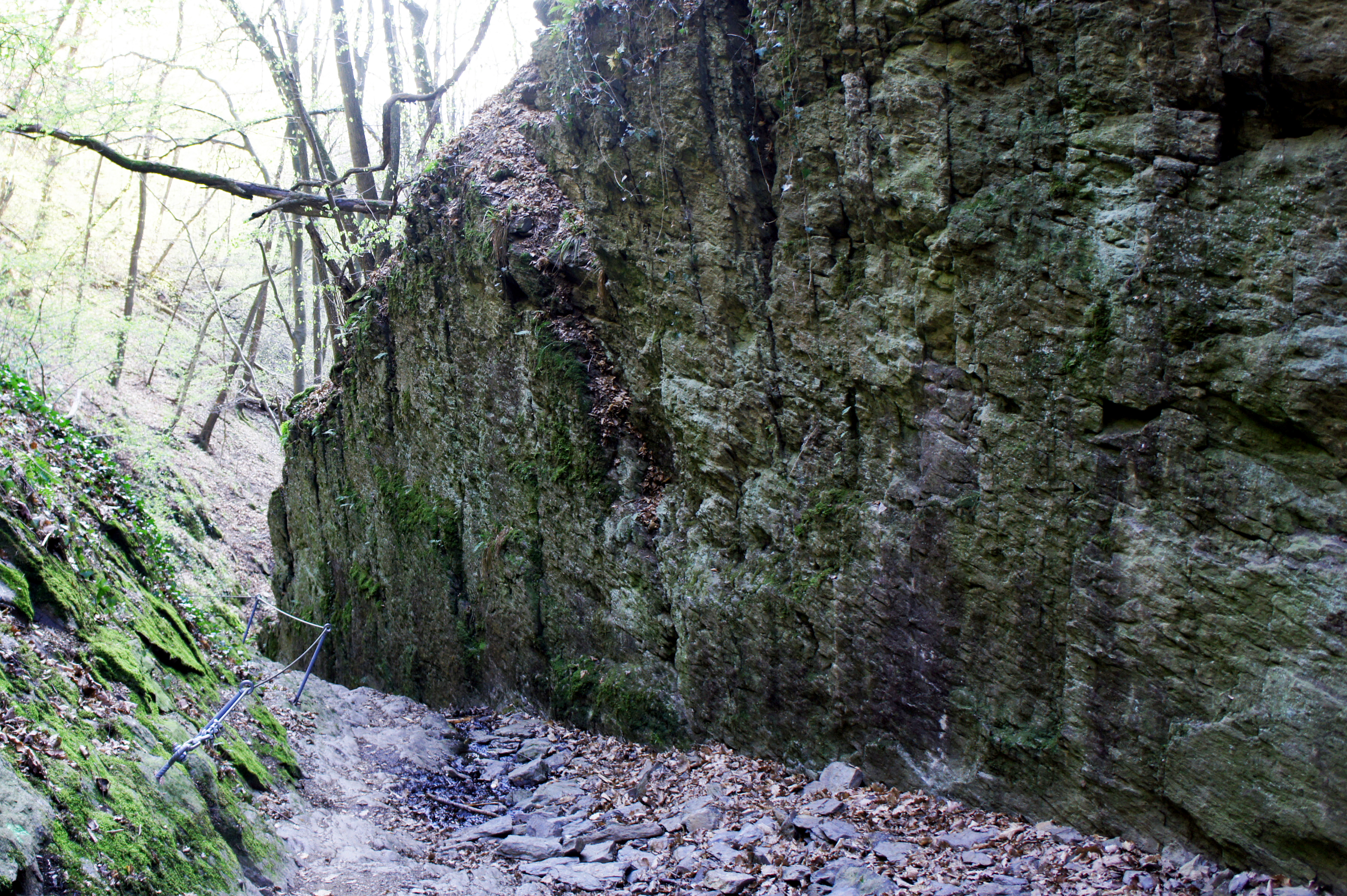
Felswand in der Schlucht
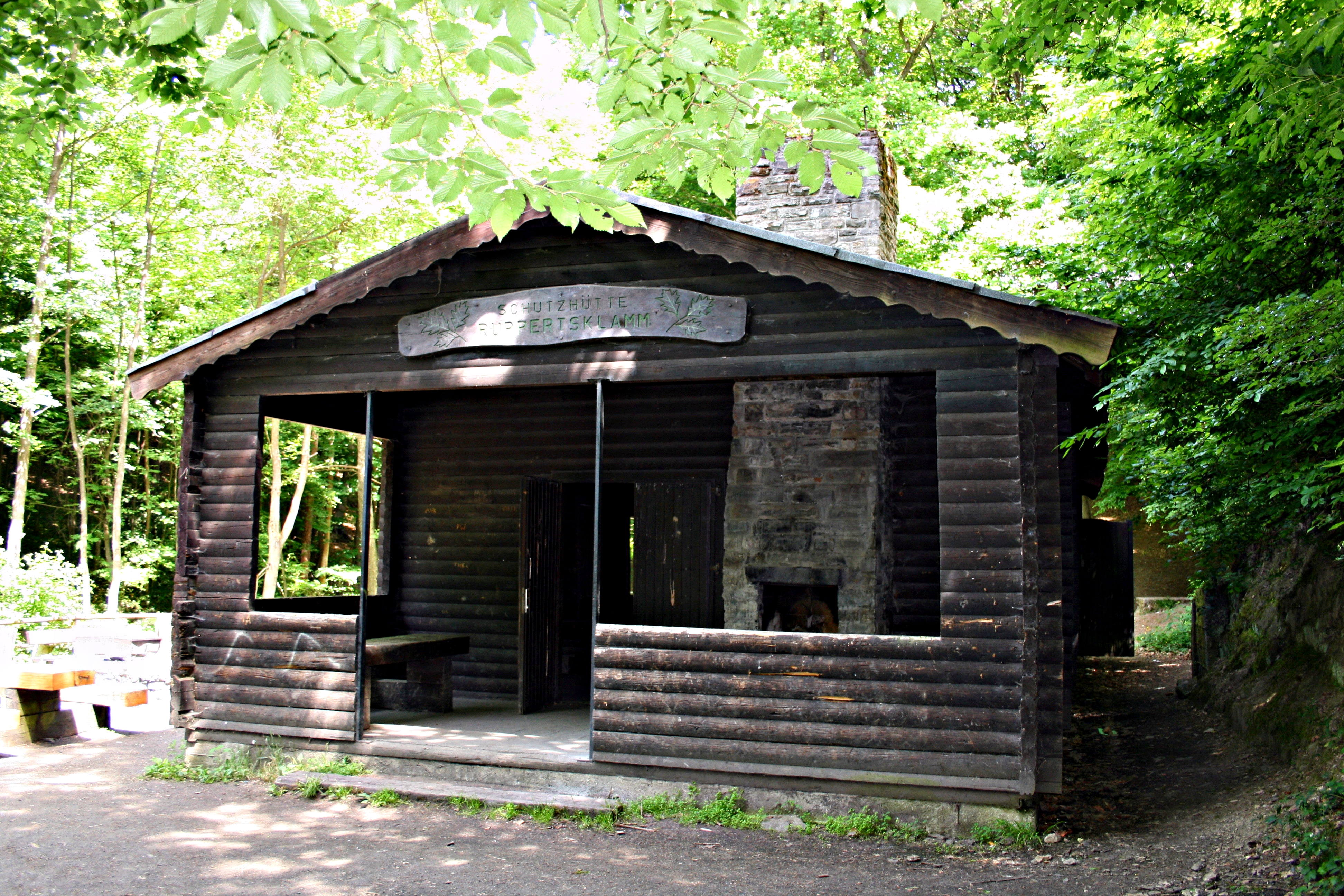
Schutzhütte am Scheitelpunkt